# HTML编辑器
HTML编辑器是用來編輯HTML的文本编辑器軟件。HTML本身只是一個文本文件，就算普通的文本編輯器都可以编辑。不過，专用的HTML编辑器一般都有語法突顯顯示、自动完成等特性，让用户不用強記很多HTML指令，更方便的编写HTML。
一些HTML编辑器還具有所见即所得（WYSIWYG／What You See Is What You Get.）的功能，用户可以使用编辑器提供的类，在编辑界面上通过拖放等手段创建对象，调整属性，非常简便。而且，有些编辑器还具有脚本编写功能，如Dreamweaver，支持JavaScript，VBScript，PHP，Perl、Python等编程语言，并对连接数据库等高级服务器操作提供更简单便捷的编写支持。这样在整个过程中，用户可能不用写一句代码，仅通过可视化的操作便可以做出功能复杂、界面精美的网站。
以下是一些常見的HTML编辑器：

## 本地编辑器
- Adobe Dreamweaver
- BlueGriffon
- Bluefish
- Microsoft SharePoint Designer（原Microsoft Frontpage）
- SeaMonkey （Mozilla基金会）
- Namo WebEditor
- 微軟記事本

### 停止更新
- Adobe Golive
- KompoZer
- Microsoft FrontPage
- Microsoft Frontpage Express
- Nvu

## 在线部署
- CKEditor
- TinyMCE

## 外部連結
https://www.runoob.com/html/html-editors.html